# 이고르 제주스
이고르 제주스 마시에우 다 크루스(포르투갈어: Igor Jesus Maciel da Cruz, 2001년 2월 25일 ~ )는 브라질의 축구 선수이다.  이고르 제주스라고 잘 알려졌으며 포지션은 공격수이다. 현재 잉글랜드 프리미어리그의 노팅엄 포리스트 소속이다.

## 프로축구팀 경력
이고르 제주스는 13세 때부터 클럽에 있었고, 쿠리치바 FC의 청소년 랭크를 거쳐 왔다. 그는 2019년에 성인 팀에 자리를 잡았고, 2019년 1월 23일 마링가와의 캄페오나투 파라나엔시 경기에서 교체 선수로 데뷔했다. 그는 2019년 1월 30일 아틀레티코 파라나엔시와의 같은 대회에서 팀의 첫 선발 경기에서 첫 성인 골을 넣었다. 2019년 3월 18일 그는 새로운 계약을 체결하여 2022년 말까지 코리치바와의 권리를 유지했다. 그는 2019년 5월 20일 CRB와의 2019년 캄페오나투 브라질레이루 세리이 B 경기에서 국가 리그 데뷔를 하였다.

## 국가대표팀 경력
2024년 10월, 이고르 제주스는 칠레와 페루와의 2026년 FIFA 월드컵 남미 지역 예선을 위해 브라질 축구 국가대표팀에 처음으로 차출되었다.